# 別爾比夫齊 (捷列博夫利亞區)
49°9′37″N 25°37′49″E / 49.16028°N 25.63028°E
維爾比夫齊（烏克蘭語：Вербівці）是位於烏克蘭西部特諾皮爾州裏特諾皮爾區的村莊，始建於1557年，面積4.56平方公里，海拔高度350米，2001年人口892，人口密度每平方公里195.4人。